# Kongói törpejégmadár
A kongói törpejégmadár (Ispidina lecontei)  a madarak osztályának szalakótaalakúak (Coraciiformes)  rendjébe és a jégmadárfélék (Alcedinidae) családjába tartozó faj.

## Rendszerezése
A fajt John Cassin amerikai ornitológus írta le 1856-ban. Jelenlegi besorolása vitatott, egyes szervezetek a Ceyx nembe sorolják Ceyx lecontei néven.

## Alfajai
- Ceyx lecontei lecontei
- Ceyx lecontei ruficeps[3]

## Előfordulása
Angola, Kamerun, a Közép-afrikai Köztársaság, a Kongói Demokratikus Köztársaság, a Kongói Köztársaság, Elefántcsontpart, Egyenlítői-Guinea, Gabon, Ghána, Guinea, Libéria, Nigéria, Sierra Leone, Szudán és Uganda területén honos. A természetes élőhelye szubtrópusi és trópusi hegyi és  síkvidéki esőerdők és mangroveerdők, valamint tenger partok és édesvizes élőhelyek.

## Megjelenése
Testhossza 10 centiméter, a hím testtömege 9–11 gramm, a tojóé 9,5–12 gramm.